# Battaglia di Talavera (1809)
La battaglia di Talavera venne combattuta tra il 27 ed il 28 luglio 1809 nei pressi di Talavera de la Reina, tra le forze anglo - spagnole dei generali Arthur Wellesley e Gregorio García de la Cuesta, e le forze francesi del re Giuseppe Bonaparte; la battaglia, una delle più aspre tra quelle della guerra d'indipendenza spagnola, si concluse con una vittoria delle forze anglo-spagnole, seppur pagata a caro prezzo.

## Antefatti
Dopo aver inflitto una severa sconfitta all'armata del maresciallo Soult il 12 maggio 1809 nella seconda battaglia di Oporto, obbligando così i francesi ad abbandonare per la seconda volta il Portogallo, le truppe britanniche del generale Wellesley attraversarono il confine ed entrarono in Spagna per portare aiuto agli alleati iberici, in lotta contro gli occupanti francesi fin dal maggio del 1808. Ai primi di luglio del 1809, Wellesley condusse quindi 20 000 uomini della sua armata in Estremadura, in soccorso all'armata del generale spagnolo García de la Cuesta, in fase di riorganizzazione dopo la sconfitta patita nella battaglia di Medellín il 28 marzo precedente ad opera delle truppe del maresciallo Victor. I rapporti tra britannici e spagnoli erano difficili: la Spagna non disponeva di un unico esercito, ma di più armate regionali praticamente indipendenti e scarsamente coordinate tra di loro; la situazione era aggravata dallo stesso Cuesta, di 30 anni più anziano di Wellesley e poco propenso ad accettare i consigli ed i suggerimenti dell'inglese, di cui non si fidava.
Il 21 luglio le armate britannica e spagnola si ricongiunsero nei pressi di Oropesa, ed i due alleati concordarono di muovere verso Talavera, dove era acquartiernato l'esercito di Victor; gli alleati potevano mettere in campo 55 000 uomini, più che sufficienti ad avere ragione dei 22 000 francesi di Victor. I due generali si misero d'accordo per attaccare insieme alle prime luci del 23 luglio, ma all'alba le forze spagnole non si mossero dall'accampamento, poiché Cuesta le riteneva troppo esauste dopo le lunghe marce dei giorni precedenti; in questo modo Victor venne lasciato libero di ripiegare verso est, e gli alleati persero così un'importante opportunità di annientare le sue isolate forze.
Pochi giorni dopo, Victor ricongiunse le sue forze con una seconda armata francese proveniente da Madrid, sotto il comando nominale di Giuseppe Bonaparte (nominato nel giugno del 1808 re di Spagna dal fratello Napoleone) ma di fatto guidate dal maresciallo Jean-Baptiste Jourdan; i francesi adesso potevano mettere in campo 46 000 uomini, ed avanzarono con decisione verso gli anglo-spagnoli accampati nei dintorni di Talavera. Wellesley decise di schierare le sue truppe su una salda posizione difensiva a nord della città, andando ad occupare una serie di colline (Cerro Medellìn) che furono in parte fortificate; la destra dei britannici era protetta dai reparti di Cuesta, schierati a protezione della stessa Talavera e con il fianco ancorato al fiume Tago, mentre la sinistra era protetta dalla cavalleria britannica e da parte di quella spagnola.

## La battaglia

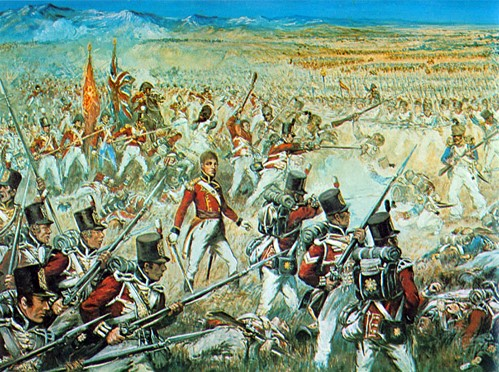
Le Foot Guards a Talavera in un'illustrazione moderna

L'azione iniziò nel tardo pomeriggio del 27 luglio: dopo aver attraversato il fiume Alberche e respinto facilmente le avanguardie spagnole, Victor, schierato sulla destra dei francesi, inviò parte delle sue truppe verso il Cerro Medellìn, sperando di occuparlo con un attacco a sorpresa; due dei tre reggimenti del generale François Amable Ruffin si persero nell'oscurità, ma il 9º Fanteria Leggera riuscì ad impossessarsi brevemente degli approcci orientali del Cerro Medellìn, prima di venire ributtato indietro da un deciso contrattacco della 2ª Divisione britannica del generale Hill.
La battaglia riprese alle 5 del 28 luglio: contando su una notevole superiorità in fatto di artiglieria (86 pezzi contro 66), i francesi sottoposero ad un pesante bombardamento le linee alleate, provocando severe perdite tra le truppe britanniche e spingendo alla fuga diversi reparti spagnoli. Le truppe di Ruffin tornarono ad attaccare le posizioni di Hill sul Cerro Medellìn, ma le colonne francesi vennero duramente respinte dal preciso e disciplinato fuoco dei fanti britannici. Dopo aver concordato una tregua temporanea di due ore, il combattimento riprese verso le 13:30 quando, precedute da un intenso cannoneggiamento, il grosso delle forze francesi tornò ad assalire la linea alleata, ma ancora una volta gli assalti frontali vennero respinti dalla superiore potenza di fuoco dei britannici, ben sistemati sulle colline. Intorno alle 14:40 le forze di Ruffin cercarono di aggirare il fianco sinistro di Hill, ma vennero ributtate indietro da una carica della cavalleria alleata, anche se gli indisciplinati cavalleggeri britannici subirono gravi perdite.
Nel tardo pomeriggio il combattimento ebbe termine, ed i due eserciti rimasero a fronteggiarsi sulle rispettive posizioni di partenza; a sera i francesi si ritirarono, lasciando gli alleati padroni del campo. La battaglia, molto dura, era costata ai britannici la perdita di 5 500 tra morti e feriti, circa un quarto delle loro forze; in termini assoluti, i francesi avevano subito più perdite (7 270 tra morti e feriti), ma ciò era compensato dal fatto che potevano disporre di molti più uomini degli alleati.

## Conseguenze
Il successo delle forze di Wellesley fece molto scalpore in Gran Bretagna, ed il generale venne ricompensato per la vittoria con la nomina a duca di Wellington; tuttavia, i vantaggi ottenuti andarono ben presto perduti nei mesi seguenti. Per tutto l'agosto del 1809, Wellesley venne costretto a far marciare le sue esauste forze avanti ed indietro per fronteggiare i tentativi di Soult di tagliarlo fuori dalla strategica base di Lisbona; la collaborazione con Cuesta si fece sempre più difficile, mentre i rifornimenti per le truppe britanniche continuavano a scarseggiare. Il 19 novembre Soult inflisse una dura disfatta alle truppe spagnole nella battaglia di Ocaña, obbligandole ad abbandonare le regioni della Spagna centrale; con il Portogallo nuovamente minacciato, a Wellesley non restò altro da fare che riportare le sue truppe oltre il confine per riorganizzarle in vista della ripresa della campagna.